# Catharus frantzii
Catharus frantzii е вид птица от семейство Turdidae.

## Разпространение
Видът е разпространен в Коста Рика, Салвадор, Гватемала, Хондурас, Мексико, Никарагуа и Панама.